# Alfhausen
Alfhausen er en kommune med knap 3.800 indbyggere (2013), beliggende i, og en del af Samtgemeinde Bersenbrück, i den
nordlige del af Landkreis Osnabrück, i den tyske delstat Niedersachsen.

## Geografi
Alfhausen ligger omkring 27 km (luftlinje) nord for Osnabrück mellem de sydøstlige udløbere af Ankumer Höhe mod vest, og Alfsee mod sydøst. Floden Hase løber gennem kommunen.

### Inddeling
I kommunen ligger landsbyerne Alfhausen, Heeke, Thiene og Wallen.

### Nabokommuner
Alfhausen grænser til (med uret fra nord):
Bersenbrück, Rieste, Bramsche og Ankum.